# Israr Ahmed
Israr Ahmed, né le 26 avril 1932 à Hisar et mort le 14 avril 2010 à Lahore, est un théologien musulman pakistanais. Spécialiste du Coran, il fait partie des orateurs internationaux de l'Islamic Research Foundation, en compagnie de Zakir Naik et est un des animateurs de la chaîne Peace TV.

## Éléments biographiques
Né en 1932, il mène au début des années 1950 des études de médecine. En 1954, il obtient un MBBS (Bachelors of Medicine and Surgery) de l'Université médicale King Edward de Lahore, et commence à pratiquer dans le domaine de la santé. Parallèlement, en 1950, il rejoint le parti religieux Jamaat-e-Islami dirigé par Abul Ala Maududi. Mais il quitte ce parti en avril 1957 lorsque celui-ci choisit de participer aux élections. Il s'associe à la création d'une autre organisation islamique, le Tanzeem-e-Islami.
Son intérêt pour l'Islam augmente. Il s'installe à Karachi, et mène des études islamiques à l'université de la ville. Il présente sa thèse en 1965. En 1967, il publie un ouvrage intitulé Islamic Renaissance: The Real Task Ahead.  Il explique notamment sa conception d'un système califale, et soutient la nécessité de revitaliser l'importance de la foi parmi les musulmans en général et parmi l'intelligentsia en particulier. Il publie par la suite une soixantaine de livres en ourdou sur des sujets liés à l'Islam et au Pakistan, dont neuf ont été traduits en anglais et dans d'autres langues.
Il a une interprétation très restrictive des droits des femmes. 
Au début des années 1980, il provoque ainsi des réactions vives, par une intervention à la télévision où il exprime le souhait de voir interdire la plupart des métiers aux femmes, autres que médicaux ou d'enseignement aux jeunes filles, au nom de la morale islamique. Il indique également que les femmes ne devraient quitter leur foyer familial que de façon exceptionnelle, et vêtues de telle manière qu'aucune partie de leur corps ne soit visible. En 2007, il s'exprime également pour demander la démission du président Pervez Musharraf. Il meurt d'un arrêt cardiaque à son domicile de Lahore dans la matinée du 14 avril 2010,.